# Medellín (film)
Pour les articles homonymes, voir Medellín (homonymie).
Pour plus de détails, voir Fiche technique et Distribution.
Medellín est un film français réalisé par Franck Gastambide et sorti en 2023. Il est diffusé sur Prime Video.

## Synopsis
Brahim est un jeune vidéaste et influenceur qui se fait appeler « Pablito ». Fan de Pablo Escobar, il décide de partir à Medellín (et son « célèbre » cartel) pour y tourner une vidéo. Quelque temps plus tard, une vidéo est bien diffusée, mais il s'agit d'une vidéo montrant le jeune homme pris otage par des narcotrafiquants locaux qui exigent une rançon. En France, son grand frère Reda — gloire locale et gérant d'une salle de boxe — va réunir une équipe pour aller le sauver. Ses amis d'enfance Stan et Chafik l'accompagnent sur place. Mais une fois là-bas, la tâche s'avère bien plus compliquée que prévu. Les trois Français vont cependant pouvoir compter sur l'aide de Marissa, une policière locale, et de Robbie, un ancien agent secret américain.

## Fiche technique
Sauf indication contraire, les informations mentionnées dans cette section peuvent être confirmées par la base de données cinématographiques IMDb,  présente dans la section « Liens externes ».
- Titre original : Medellín
- Réalisation : Franck Gastambide
- Scénario : Franck Gastambide et Charles Van Thieghem, d'après une idée de Franck Gastambide
- Musique : Julien Grunberg et Paul-Marie Barbier
- Décors : Juan Carlos Acevedo et Vincent Dizien
- Costumes : Cécile Guiot et Julian Grijalba
- Photographie : Antoine Marteau
- Montage : Baxter
- Production : Éric et Nicolas Altmayer

Producteur délégué : Andres Calderón
- Société de production : Mandarin Compagnie
- Société de distribution : Prime Video
- Budget : n/a
- Pays de production :  France
- Langues originales : français, espagnol, anglais
- Format : couleur
- Genre : comédie d'action
- Durée : 104 minutes
- Date de sortie[1] :
  - France : 2 juin 2023 (Prime Video)

## Distribution
- Franck Gastambide : Stan
- Ramzy Bedia : Reda
- Anouar Toubali : Chafix
- Brahim Bouhlel : Brahim alias « Pablito »
- Essined Aponte : Marissa
- Raymond Cruz : El Diablo
- Mike Tyson : Robbie
- Ariel Sierra : Don Nacho
- Ragnar Le Breton : un boxeur (caméo)
- Ciryl Gane : le champion de MMA (caméo)
- Aurélie Casse : elle-même
- Anthony Favalli : lui-même
- Marie-Aline Meliyi : elle-même

## Production
En avril 2023, la présence de Mike Tyson est révélée.
Le tournage a lieu à l'été 2022, entre la France et la Colombie. L'équipe tourne notamment dans le barrio Escobar de Medellín, un quartier créé par Pablo Escobar. En France, le tournage a lieu notamment à Ivry-sur-Seine.
Il s'achève le 29 juillet 2022.

## Accueil
Le film se classe numéro un dans plus d’une soixantaine de pays lors de sa sortie sur la plateforme Amazon Prime Video.